# Letícia Birkheuer
Letícia Birkheuer (Passo Fundo, 25 de abril de 1978) é uma atriz e ex-modelo brasileira.

## Biografia
Descendente de alemães e austríacos, Letícia Birkheuer foi descoberta enquanto jogava vôlei, na cidade de Porto Alegre. Viveu em Nova York, nos Estados Unidos, e em Brusque - SC.
Birkheuer assinou contratos com algumas das mais famosas grifes do mundo como Christian Dior, Giorgio Armani, Helena Rubinstein e Coco Chanel.
Escolhida por Giorgio Armani, foi o rosto da coleção de perfumes Armani, como Armani Mania. Giorgio Armani a escolheu a dedo e disse que ela era a modelo mais bela do planeta.
Em 2002 e 2003, desfilou no Victoria's Secret Fashion Show.
Estreou como atriz em 2005, desempenhando o papel da vilã Érica Assunção na telenovela brasileira Belíssima, filha de Julia Assumpção (Glória Pires), fruto de um único e mal sucedido casamento. Em 2006, foi nomeada para o Prêmio Contigo, na categoria de melhor atriz revelação, pela sua participação nessa telenovela. Em 2007 fez também, uma pequena participação especial em Pé na Jaca vivendo Isabela, uma modelo trambiqueira.
Em 2006, Birkheuer foi a sétima modelo brasileira mais bem paga. Tornou-se um nome famoso no mundo da moda, quando assinou um contrato milionário com a grife Helena Rubinstein. Em 2005 estimou-se ter um faturamento anual próximo de 5 milhões de dólares.
Em 2008, interpretou a vilã Raquel na telenovela Desejo Proibido. Desde esse ano, Birkheuer é apresentadora do programa Básico, no Multishow.
Em 2010 viveu Natasha em Cama de Gato, personagem-chave do desfecho da trama, que no início foi assassinada. ainda neste ano, Letícia esteve no elenco da sétima temporada da Dança dos Famosos 7, quadro do Domingão do Faustão no qual foi a 8.ª eliminada. No final deste ano apresentou o "Menina Fantástica", reality show de moda do Fantástico. Ainda em 2010, assinou um contrato com edição brasileira da revista Playboy, para ser capa da edição de dezembro do mesmo ano.

### Vida pessoal
Letícia Birkheuer é filha de Irineu e Elvira Birkheuer. A sua irmã Michele Birkheuer é também é modelo. Nos seus tempos livres, Letícia gosta de praticar voleibol. Esteve noiva de Alexandre Birman entre 2007 e 2008. Foi casada com o empresário Alexandre Fumanovich, com quem tem um filho, Além disso interpreta Maria Mãe de Jesus na Paixão de Cristo 2017.

## Filmografia

### Televisão
| Ano  | Título                      | Papel                             | Notas                               |
| ---- | --------------------------- | --------------------------------- | ----------------------------------- |
| 2005 | Belíssima                   | Érica Laurenza Assumpção Oliveira |                                     |
| 2006 | Pé na Jaca                  | Isabella Von Krepep Troscaiuni    | Participação                        |
| 2007 | Desejo Proibido             | Raquel Castanhal                  |                                     |
| 2009 | Cama de Gato                | Natasha Werner                    | Participação especial               |
| 2010 | Dança dos Famosos           | Ela mesma, participante           | Reality show do Domingão do Faustão |
| 2014 | Império                     | Érika von Furstemberg             |                                     |
| 2015 | Malhação Seu Lugar no Mundo | Monique Machado                   |                                     |

## Prêmios e indicações
| Ano  | Prêmio                           | categoria             | Trabalho                | Resultado |
| ---- | -------------------------------- | --------------------- | ----------------------- | --------- |
| 2018 | Troféu Nelson Rodrigues          | Melhor Atriz          | Senhora dos Afogados    | Venceu    |
| 2020 | Festival Sesc de Melhores Filmes | Melhor Atriz Nacional | Solteira Quase Surtando | Pendente  |